# Zelotes sindi
Zelotes sindi este o specie de păianjeni din genul Zelotes, familia Gnaphosidae, descrisă de Caporiacco, 1934. Conform Catalogue of Life specia Zelotes sindi nu are subspecii cunoscute.